# Schyzo
Schyzo, vlastním jménem Jan Janda (* 26. dubna 1993 Praha), je český rapper, songwriter a hudební producent dříve známý jako Killaz.
Narodil se v Praze 26.4. 1993. Hudebně aktivní je od roku 2008. Do povědomí se dostal v roce 2010 pod svým tehdejším pseudonymem „Killaz“. Mezi roky 2008 a 2012 stihl vydat celkem 4 nezávislé projekty. Po roce 2010 končí v péči psychiatrů, maže veškerou dosavadní tvorbu a přichází s novým pseudonymem „Schyzo“.
V roce 2013 vydává pár samostatných skladeb, které ale nemají žádný větší dosah. Celková frustrace z neúspěchu, z dřívější tvorby a z posluchačů ho přivádí ke změně stylu.[zdroj?] Díky jeho obdivu a inspiraci k osobě amerického rappera Eminema a skupiny D12 v roce 2014 přitvrzuje a vydává s kamarádem a rapperem Protivou skladbu „MAY DAY II“, ve které se vliv Eminema silně promítl a jsou v ní zřetelné prvky žánru horrorcore. Krátce na to ve stejné sestavě vychází skladba „Dirty Mind“ a Schyzo ohlašuje práce na albu nesoucím název Stavy. Ohlášení doprovází skladba „Seznamte se, Krusty“, ve které představuje svoje nové alter ego jménem „Krusty“.
V tu dobu si ho začínají všímat různí interpreti. Netrvá to dlouho a Schyzo se objevuje na skladbě „Instantní Čubky“, kterou má na svědomí dvojice Renne Dang a Viktor Sheen. Skladba má úspěch a Schyzo se dostává do povědomí širšího publika.
Během následujícího roku 2015 se Schyzo objevuje na desce Projekt Asia. Desku má na svědomí Renne Dang a Viktor Sheen. Skladba na kterou je Schyzo přizván nese název „Instantní Čubky 2“ a sklízí velké úspěchy. Dále přispívá svou sloku na desce Foscoismus 2 a poprvé stane krátce na pódiu v Pražském Rock Cafe, kde probíhá křest desky Renneho Danga a Viktora Sheena.
28.2. 2016 vydává dlouho očekávané album Stavy, na kterém hostují například Protiva, Renne Dang nebo Meiton. Ve stejném roce spolu s Protivou zakládají label Illegal Music a představují talenty, jako je Meiton nebo slovenský rapper Dyzivv. Protiva později label opouští a nově přichází Casper. Na konci roku Illegal Music poprvé živě vystupuje v Plzni.
V roce 2017 ohlašuje práce na desce s názvem Delirium. V březnu k ní vychází singl s videoklipem, který nese název „Freakshow“, ve kterém hostuje legenda českého horrorcore rapu Řezník. Spolupráce Schyza a Řezníka byla fanoušky dlouho očekávaná a sklízí mnoho úspěchů. Následně ve stejném roce vychází singl „Dejchám“, který produkoval Fosco Alma a „Nemám Náladu“, který si Schyzo produkuje sám. Jako producent se podílí na různých projektech českých interpretů včetně Řezníka a jeho Strangulační Rýha, na které Schyzo produkuje skladbu „Nemluv na Mě“ a „Tak proč bych měl řešit tenhle shit“. Dále se objevuje na desce O Tři Bloky Dál, kterou má na svědomí Refew. Na této desce má Schyzo celkem 5 beatů a to „Děfko“, „Myslim na Vás“, „Skit pro kamaráda“, „Nech mě bejt“ a „Jeden z mála“.
V březnu 2018 vychází deska Delirium a sklízí převážně pozitivní kritiku. Hostuje na ní Protiva, Řezník, Meiton, Saka nebo Casper a vychází k ní ještě další dva videoklipy. Na desce se objevují oblíbené skladby jako „Světlo“,„Tennessee“, „Plout“ nebo také „Ready Chcípnout“.
V létě 2018 pak spojuje síly s chebským rapperem PTK a vydávají skladbu „Nemůžeš“ a oznamují společné turné, které nese název OD CHEBU PO OSTRAVU. Turné je úspěšné a většina klubů je vyprodaná.
V lednu 2019 oznamuje práce na desce TABU. Dále se objevuje jako host a producent na desce Kill Yourself, kterou má na svědomí DeSade.
V únoru 2019 rapper PTK vydává milionovou skladbu „Dlouho“ a tuto skladbu produkuje právě Schyzo.
V květnu 2019 Schyzo vydává skladbu se zahraničním hostem, legendárním rapperem Bizarrem ze skupiny D12. Skladba nese název „Lubrikant“.
V srpnu 2019 byl smazán kanál labelu Illegal Music na platformě YouTube, kde Schyzo vydával své skladby.
Na konci května 2020 vydává album TABU kterým uzavírá tuto hudební trilogii. Mezi nejznámější skladby z alby patří „Stehy“, „Jednou Tě Zabijou“, „Láska“ nebo „Pro“. Na desce se nachází hosti jako: Refew, Protiva, Psycho Rhyme, Řezník, Bizarre, Dyzivv, Idea, Satanszky, Darewin, Casper nebo Meiton.
Na začátku roku 2021 oznamuje práce na albu PTSD které vyšlo 8. srpna a jako hosté jsou zde pouze RNZ a ženská vokalistka Donnie. Mezi nejstreamovanější skladby dnes patří „Hm Hm Hm“, „Zejtra“ a spolupráce s RNZ na skladbě „Černá Fabia“.
21. 8. 2022 vydává Schyzo album nesoucí název V. Patro. Na tomto albu sklidila největší úspěch stejnojmenná skladba „V. Patro“, dále také skladby „Zakázat“ nebo spolupráce s RNZ na nahrávce „Ve Svym Stavu“. Jako hosté jsou zde pouze Pyko Fatal, Strýc Nory a již zmíněný RNZ.
28. 12. 2023 vychází rozšířená verze alba Delirium = Delirium (Extended Edition) a objevují se zde dvě nové skladby, konkrétně Unavenej a Z Nudy (feat. Pyko Fatal, Dyzivv), jeden nový Skit = Pyko (Skit) a dva Instrumentály a to od nahrávek „Zpátky“ = „Zpátky (Instrumental)“ a „Nemám Náladu“ = „Nemám Náladu (Instrumental)“.
Zatím poslední řadové album nesoucí název Kronika vydává Schyzo dne 16. 2. 2024. Toto album bylo napsáno na styl alba 2001 od Dr. Dre. Objevil se zde i celkem nečekaný host Řezník na skladbě „Hotel“. Jako další hosté jsou zde Refew, Michajlov, Dyzivv, Saka, Bobby Blaze, Pyko Fatal, Madansky, Hellwana, Thomas a Strýc Nory. Album obsahuje celkem 11 hostů.

## Diskografie
Stavy (2016)
1. První Sezení (Skit)
2. Seznamte se, Krusty
3. Haloperidol
4. Kripl
5. Miloš - (Skit) [Pt. 1 - 2016]
6. Nemocnej
7. 72 lajn
8. May Day III (feat. Renne Dang)
9. Dál (feat. Protiva)
10. Bez Názvu
11. Diagnóza (Skit)
12. Zkurveně smutná písnička
13. Sám (feat. Saka, Protiva)
14. Nevolej
15. Mordorcore (feat. Protiva)
16. PPDD (feat. Meiton)
17. Litry vína (feat. Jayk3M)
18. Happy
19. Pesimista (feat. Dyzivv)
20. Prázdný (feat. Saka, Dyzivv)

Delirium (2018)
1. Miloš - (Skit) [Pt. 2 - 2018]
2. Zpátky
3. Vagiclean
4. Freakshow (feat. Řezník)
5. Nemám Náladu (feat. Saka)
6. Litry Rumu (Skit)
7. Dejchám
8. Bohužel
9. Já Děvko (feat. Saka)
10. Vylitej
11. Ready Chcípnout (feat. Protiva)
12. Johnny Farmář (Skit)
13. Pissit
14. Smát
15. Lajny (feat. Protiva)
16. Plout (feat. Meiton, Casper)
17. Tennessee (feat. Saka)
18. Světlo (feat. Meiton)
19. Poezie

Tabu (2020)
1. Tabu (Skit)
2. Lubrikant (feat. Bizzare)
3. Sport (feat. Dyzivv)
4. Fuga (feat. Idea)
5. Pro (feat. Protiva, Řezník)
6. Dělat Rap (feat. Satanszky)
7. Roky (feat. Refew)
8. Dál Piju
9. Get Money (feat. Darewin)
10. Vzhůru (feat. Casper, Mention)
11. Každý Ráno (feat. Psycho Rhyme)
12. Stehy (feat. Mention)
13. Píseň o Ničem
14. Johnny Farmář Blues
15. Jednou Tě Zabijou
16. Šnaps
17. Láska (feat. Řezník)
18. Vzájemný
19. Neni Mi Líto
20. Miloš - (Skit) [Pt. 3 - 2020]

PTSD (2021)
1. Zavolej
2. Šajzr Musí Jet
3. 1993
4. Zejtra
5. Stokrát
6. Faktury
7. Nezvedám
8. Hm Hm Hm
9. Malba
10. Siluety (feat. Donnie)
11. Černá Fabia (feat. RNZ)
12. Blbý Zprávy
13. Po Dešti

V. Patro (2022)
1. Job
2. Klid
3. Mindset
4. Sešlej Lak
5. Bacha
6. Zátěž
7. Kurt
8. Oujawa (feat. Strýc Nory)
9. Chain (feat. Pyko Fatal)
10. Zakázat
11. Ve Svym Stavu (feat. RNZ)
12. Nebaví
13. V. Patro

Delirium (Extended Edition) (2023)
1. Miloš - 2018 (Skit)
2. Zpátky
3. Vagiclean
4. Freakshow (feat. Řezník)
5. Nemám Náladu (feat. Saka)
6. Litry Rumu (Skit)
7. Dejchám
8. Bohužel
9. Já Děvko (feat. Saka)
10. Vylitej
11. Ready Chcípnout (feat. Protiva)
12. Johny Farmář (Skit)
13. Pissit
14. Smát
15. Lajny (feat. Protiva)
16. Plout (feat. Meiton, Casper)
17. Tennessee (feat. Saka)
18. Světlo (feat. Meiton)
19. Poezie
20. Unavenej
21. Z Nudy (feat. Dyzivv, Pyko Fatal)
22. Pyko (Skit)
23. Zpátky (Instrumental)
24. Nemám Náladu (Instrumental)

Kronika (2024)
1. Intro
2. Hej Šajzr (feat. Saka)
3. Jenom Tak (feat. Saka)
4. Kronika (feat. Pyko Fatal, Thomas)
5. Nafurt
6. Kruzin
7. Kouzlila
8. Rookies (feat. Dyzivv, Bobby Blaze)
9. Vodka & Sprite (feat. Pyko Fatal, Saka)
10. Kóma
11. Hotel (feat. Řezník)
12. Oujawa 2 (feat. Strýc Nory)
13. Voodoo (feat. Michajlov)
14. V Autě (feat. Madansky, Hellwana)
15. Pár Slov (feat. Refew)